# 이아소
이아소(Iaso)는 그리스 신화에 나오는 치료의 여신이다. 치료의 여신으로 특히 치료방법에 관여한다. 이아소라는 이름 또한 ‘치료법’을 뜻하는 고대 그리스어에서 비롯되었다고 한다. 그녀는 의술의 신인 아스클레피오스와 고통을 달래주는 여신 에피오네의 딸이다. 그리고 치료에 관여하는 또 다른 여신들인 생기의 여신 아글라이아, 건강의 여신 히기에이아, 상처와 질병 치료의 여신 아케소, 만병통치약의 여신 파나케이아 등과는 자매지간으로 알려져 있다.